# 山城拓馬
山城 拓馬（やましろ たくま、1985年7月5日 - ）は、沖縄県うるま市出身のバスケットボール選手である。ポジションはガード。167cm、67kg。

## 来歴
前原高校から近畿大学に進学。2007年に関西リーグ・インカレの2冠に貢献し、関西リーグ優秀選手、関西インカレアシスト王を獲得。全日本インカレでもベスト16を経験。
2008年、卒業を間近に控えてbjリーグの育成指定選手に選ばれ、3月には琉球ゴールデンキングスでプレーした。
同年、レノヴァ鹿児島に入団。2009年退団。
2010年、富山グラウジーズに入団。
2012年、埼玉ブロンコスに移籍。2012-13シーズンは50試合に出場し、bjリーグオールスターゲームにも出場した。
2013年オフ、エクスパンションドラフトで指名を受け、新規チームのバンビシャス奈良に移籍し、1シーズン在籍したのち退団。

## 経歴
- 前原高校 - 近畿大学 - 琉球ゴールデンキングス（2008年） - レノヴァ鹿児島（2008年〜2009年） - 富山グラウジーズ（2010年～2012年） - 埼玉ブロンコス - バンビシャス奈良
- バンビシャス奈良スクールコーチ(2014年11月〜2016年1月)　-琉球ゴールデンキングスバスケットボールアカデミーコーチ(2016年)